# Olimpius Inferno
Olimpius Inferno (russisch Олимпиус Инферно) ist ein russischer Spielfilm aus dem Jahr 2009, der die Ereignisse aus dem Kaukasuskrieg 2008 aus russischer bzw. ossetischer Sicht thematisiert.

## Handlung
Michael Orraya ist ein junger US-amerikanischer Entomologe, der in die umstrittene Region Südossetien in Georgien reisen will, um dort vorkommende Insekten zu studieren. Orraya verbrachte aber seine Kindheit in Russland, weshalb er auch fließend Russisch spricht. Vor seiner Reise kontaktiert er Schenja, eine alte Schulfreundin, die mittlerweile Journalistin in Moskau ist. Die beiden beschließen, sich nach langer Zeit wieder zu treffen und gemeinsam nach Südossetien zu reisen.
In Südossetien angekommen, werden sie von Achsar, ihrem Fremdenführer abgeholt, in dessen Haus die beiden auch wohnen sollen. In Achsars Heimatdorf stellen Schenja und Michael eine merkwürdige Stimmung fest. Die georgischen Bewohner verlassen die Gegend und die beiden haben das Gefühl, dass bald etwas Schlimmes geschehen wird. Die übrigen ossetischen Dorfbewohner nehmen dies jedoch nicht ernst und leben so weiter, wie bisher. Auch nach einer merkwürdigen Fernsehansprache des georgischen Präsidenten Michail Saakaschwili treffen sie keinerlei Maßnahmen. Am Abend des 7. August 2008 fahren Michael und Schenja in ein nahegelegenes Biotop, um dort Insekten zu untersuchen.
Als sie in der Nacht noch immer die Gegend nach Insekten untersuchen, beginnt unterdessen der Kaukasuskrieg 2008 und Georgien startet eine Offensive auf seine abtrünnige Provinz Südossetien. Michael und Schenja laufen georgischen Truppen in die Arme und werden von diesen gefangen genommen. Sie werden zunächst für russische Spione gehalten. Da Michael aber US-Staatsbürger ist, wollen ihn georgische Truppen zur US-Botschaft in Tiflis bringen. Als er sagt, dass Schenja seine Verlobte ist, geben die Georgier auch sie frei.
Während Michael und Schenja in einem georgischen Militärlager auf ihren Abtransport warten, beschließen sie in einem günstigen Moment zu fliehen. In einer Militärbaracke im georgischen Lager finden sie eine Festplatte mit Videomaterial über die georgische Invasion, die sie mitnehmen. Schenja und Michael wollen nach Zchinwali fliehen, wo die russischen Friedenstruppen stationiert sind.
Auf ihrem Weg dorthin, treffen sie auf einen US-amerikanischen Kriegsberichterstatter. Dieser erklärt in einem Bericht für das US-Fernsehen, es handle sich um eine Invasion südossetischer Separatisten und der russischen Armee nach Georgien. Schenja und Michael sind empört.
In Zchinwali angekommen, werden sie Zeugen heftiger Kämpfe zwischen Georgiern und der unterlegenen und schlecht ausgerüsteten südossetischen Miliz. Schenja wird schwer verletzt. Schließlich erreichen jedoch russische Truppen Südossetien, unterstützen die Osseten und vertreiben die georgische Armee. Schenja wird von russischen Militärärzten medizinisch versorgt.
Einige Tage später ist Michael wieder zurück in den USA und soll in einer Livesendung als Augenzeuge über den russischen Angriff auf Georgien berichten. Als Michael erklärt, es handle sich in Wirklichkeit um einen georgischen Angriff auf Südossetien und er habe hierfür Beweise, wird ihm kein Glauben geschenkt. Er verlässt vor laufender Kamera empört die Sendung.
Am Ende des Films ist Michael wieder in einem russischen Krankenhaus bei Schenja und die beiden umarmen sich.

## Kritik
Der Film erhielt meist durchschnittliche Bewertungen. Auf IMDb erhielt Olympus Inferno eine Wertung von 4,9 von 10 Punkten, auf der Website RUSkino 5,9 von 10 Punkten. Radio Liberty bezeichnete den Film als anti-westlich und anti-georgisch, wies jedoch darauf hin, dass auch von georgischer Seite Propagandafilme über den Kaukasuskrieg gedreht worden waren. Spiegel Online nannte Olimpius Inferno Teil einer Propagandaschlacht zwischen Russland und Georgien. Der Regisseur Igor Woloschin wies darauf hin, dass auch die Europäische Union mittlerweile anerkannt habe, dass Georgien den Konflikt begonnen habe. Olimpius Inferno wurde 2009 mit dem russischen TEFI-Preis ausgezeichnet.

## Trivia
Vorbild für die Schlusssequenz, in der Michael die Sendung vor laufender Kamera verlässt, war ein 2008 gesendetes Live-Interview zum Kaukasuskrieg auf dem US-amerikanischen Fernsehsender Fox News. Die damals 12-jährige US-Amerikanerin ossetischer Abstammung Amanda Kokoeva hatte sich zum Zeitpunkt des Krieges bei Verwandten in Südossetien aufgehalten. Während des Interviews bezeichnete sie Georgien als Angreifer und den georgischen Präsidenten Micheil Saakaschwili als verantwortlich für die Eskalation des Konflikts. Daraufhin versuchte der Moderator Shepard Smith, das Mädchen zum Schweigen zu bringen, anschließend wurde das Interview unterbrochen und Werbung ausgestrahlt.